# Tadese Tola
Tadese Tola (ur. 31 października 1987) – etiopski lekkoatleta specjalizujący się w biegach długich. 
W 2006 zdobył srebro w drużynie juniorów podczas mistrzostw świata w biegach przełajowych. W tym samym roku sięgnął po drużynowy brąz światowego czempionatu w biegach ulicznych. Srebrny medalista igrzysk afrykańskich w Algierze (2007). Podczas mistrzostw świata w Osace uplasował się na 13. miejscu biegu na 10 000 metrów. W startował na mistrzostwach świata w Moskwie, podczas których zdobył brąz w biegu maratońskim. Złoty medalista mistrzostw Etiopii.
Podczas swojej kariery triumfował m.in. w maratonie paryskim czy półmaratonie lizbońskim.

## Osiągnięcia
| Rok  | Impreza                                   | Miejsce   | Konkurencja           | Pozycja     | Wynik    |
| ---- | ----------------------------------------- | --------- | --------------------- | ----------- | -------- |
| 2006 | Mistrzostwa świata w biegach przełajowych | Fukuoka   | bieg juniorów         | 10. miejsce | 24:09    |
| 2006 | Mistrzostwa świata w biegach przełajowych | Fukuoka   | drużyna juniorów      | 2. miejsce  |          |
| 2006 | Mistrzostwa Afryki                        | Bambous   | bieg na 10 000 metrów | 5. miejsce  | 28:15,16 |
| 2006 | Mistrzostwa świata w biegach ulicznych    | Debreczyn | indywidualnie         | 7. miejsce  | 57:27    |
| 2006 | Mistrzostwa świata w biegach ulicznych    | Debreczyn | drużynowo             | 3. miejsce  |          |
| 2007 | Mistrzostwa świata w biegach przełajowych | Mombasa   | indywidualnie         | 7. miejsce  | 37:04    |
| 2007 | Igrzyska afrykańskie                      | Algier    | bieg na 10 000 metrów | 2. miejsce  | 27:28,08 |
| 2007 | Mistrzostwa świata                        | Osaka     | bieg na 10 000 metrów | 13. miejsce | 28:51,75 |
| 2009 | Mistrzostwa świata w biegach przełajowych | Amman     | indywidualnie         | 17. miejsce | 35:52    |
| 2013 | Mistrzostwa świata                        | Moskwa    | maraton               | 3. miejsce  | 2:10:23  |

## Rekordy życiowe
- bieg na 10 000 metrów – 27:04,89 (2007)
- półmaraton – 59:49 (2010)
- maraton – 2:04:49 (2013)